# Heliaeschna simplicia
Heliaeschna simplicia – gatunek ważki z rodziny żagnicowatych (Aeshnidae).